# Вулька-Замойська
Вулька-Замойська (пол. Wólka Zamojska) — село в Польщі, у гміні Пшиленк Зволенського повіту Мазовецького воєводства.
Населення — 99 осіб (2011).
У 1975-1998 роках село належало до Радомського воєводства.

## Демографія
Демографічна структура станом на 31 березня 2011 року:
|          | Загалом | Допрацездатний вік | Працездатний вік | Постпрацездатний вік |
| -------- | ------- | ------------------ | ---------------- | -------------------- |
| Чоловіки | 52      | 12                 | 34               | 6                    |
| Жінки    | 47      | 9                  | 25               | 13                   |
| Разом    | 99      | 21                 | 59               | 19                   |